# 오카노 준
오카노 준(일본어: 岡野 洵, 1997년 12월 9일 ~ )는 일본의 축구 선수이다. 현재 J2리그의 V-파렌 나가사키에서 뛰고 있다.

## 구단 경력
그는 2016년부터 J리그의 제프 유나이티드 지바, 오이타 트리니타, FC 마치다 젤비아, V-파렌 나가사키에서 뛰었다.